# سواردي (بافيا)
سواردي (بالإيطالية: Suardi)‏ هي بلدة تقع في مقاطعة بافيا بإقليم لومبارديا في شمال إيطاليا. تبلغ مساحة هذه المدينة 9.8 (كم²)، وترتفع عن سطح البحر م، بلغ عدد سكانها 692 نسمة في عام 2004 حسب إحصاء المعهد الوطني للإحصاء.

## السكان
في سنة 1861 بلغ عدد السكان 1٬664 نسمة، وتطور العدد ليصل في سنة 2011 لـ 651 نسمة.
يظهر هذا المخطط البياني تطور النمو السكاني لـ سواردي (بافيا)